# Robert Longo
Pour les articles homonymes, voir Longo.
 (mars 2013).
Si vous disposez d'ouvrages ou d'articles de référence ou si vous connaissez des sites web de qualité traitant du thème abordé ici, merci de compléter l'article en donnant les références utiles à sa vérifiabilité et en les liant à la section « Notes et références ».
Robert Longo, né le 7 janvier 1953 à New York, est un artiste contemporain américain, peintre et sculpteur.

## Biographie
Robert Longo est né à New York, dans le quartier de Brooklyn en 1953. Dès le plus jeune âge, il est fasciné par l'univers médiatique : la télévision, le cinéma, les bandes dessinées ou les magazines. Il fréquente d'abord l'Université de North Texas, puis l'Académie du dessin de Florence, mais sans recevoir de diplôme. À son retour aux États-Unis, il s'inscrit au Buffalo State College où il reçoit un Bachelor of Fine Arts.
Longo connaît ses premiers succès au début des années 1980 avec sa série Men in the Cities, grands dessins au fusain représentant des hommes et des femmes sur fond immaculé, vêtus sobrement de blanc et de noir, adoptant des positions contraintes, contorsionnées. Par la suite, ses œuvres prennent un tournant plus sculptural tels Sword of the Pig ou Combines.
En 1995, sa passion pour le cinéma amène l'artiste à réaliser Johnny Mnemonic, un film de genre cyberpunk.
L'année d'après, l'artiste décide de se recentrer sur le dessin avec la série Magellan, soit trois cent soixante-six esquisses en noir et blanc, une pour chaque jour de l'année.
À partir de 1999, Longo se lance dans une nouvelle série d'œuvres se focalisant sur deux grands thèmes. Ce sont des terrifiants dessins de vagues déferlantes, d'explosions atomiques, des planètes ou des requins blancs, tous motifs saisissant l'effroyable beauté des forces de la nature, que contrebalancent des fleurs rouge sang et des visages d'enfants endormis.
À travers ces grands tableaux, l'artiste entend parvenir à un sentiment « d'immensité de l'intime ». Il réalise aussi des dessins représentant les attaques du 11 septembre 2001 au World Trade Center.
Werner Spies nomme le style de Longo un « romantisme fatal ». Il décrit ses dernières œuvres ainsi : « Il n'y a rien dans les travaux plus récents de Longo, qui fasse signe au-delà d'une mélancolie abyssale. Tout au plus on pourrait parler d'un renversement de l'horreur dans un sublime absolument efficace. Car ce que nous voyons, les flots tourbillonnants qui engloutissent toutes choses ou les champignons atomiques en pleine efflorescence, déroulant sur des scènes diverses les variations toujours renouvelées d'un spectacle mortel, tout cela, ce sont littéralement des tableaux d'apocalypse, des images auxquelles plus aucune ne saurait succéder. »

## Œuvres
- Now Everybody (Maintenant tous), 1982/83, techniques mixtes, 243,9 × 487,7 cm et 200,7 × 71,1 × 114,3 cm, Aix-la-Chapelle, Collection Ludwig.
- Guerres de corporation, Mur de l'influence, 1982
- Men in the Cities, 1980/1999, fusain et crayon sur papier contrecollé sur du carton.

### Literature
- Heinz-Norbert Jocks: Robert Longo. Das Poetische für mich ist eine höhere Form der Gerechtigk Heinz-Norbert Jocks, en: Kunstforum International, No. 273192-211.